# Vallée de la Kymi
La vallée de la Kymi (en finnois : Kymenlaakso, en suédois : Kymmenedalen) est une des dix-neuf régions de Finlande. Elle est située au sud-est du pays, bordée au sud par le golfe de Finlande.

## Géographie
La région tire son nom de la puissante rivière Kymijoki, issue du lac Päijänne, qui la traverse sur un axe globalement nord-sud. La rivière a permis l'éclosion de nombreuses villes industrielles sur ses berges, du nord au sud : Kuusankoski, Kouvola, Anjalankoski et Kotka-Karhula. La région est historiquement une des plus riches de Finlande grâce aux usines de pâte à papier et constitue un bastion traditionnel du Parti social-démocrate de Finlande[réf. nécessaire].
Les centres régionaux sont Kotka et Kouvola. La capitale de la région est Kouvola, mais Kotka est sa plus grande ville. C'est le seul exemple de ce type parmi les régions finlandaises.
La région est frontalière de la Russie et est un lieu de transit pour la plupart des échanges entre Finlande et Russie, notamment via le poste frontière de Vaalimaa, le centre ferroviaire de Kouvola ou les ports de Kotka et Hamina.
La région est bordée au nord par la Carélie du Sud et la Savonie du Sud, et à l'ouest par l'Uusimaa et le Päijät-Häme.

## Démographie
En 2019, la région comptait 173 004 habitants. Avec une superficie de 5 633,96 km2, c'est la plus petite des dix-neuf régions de Finlande.
Depuis 1980, l'évolution démographique de la région est la suivante :
| Année      | 1980    | 1985    | 1990    | 1995    | 2000    | 2005    | 2010    |
| ---------- | ------- | ------- | ------- | ------- | ------- | ------- | ------- |
| Population | 198 992 | 197 342 | 193 919 | 192 282 | 187 474 | 185 196 | 182 382 |

| Année      | 2015    | 2019    | 2023    |
| ---------- | ------- | ------- | ------- |
| Population | 178 688 | 173 004 | 158 636 |

## Histoire
La première ville qui reçoit ses droits de cité est Hamina en 1653, sur l'impulsion de Per Brahe, gouverneur général de Finlande.
L'industrie se développe massivement dans cette région peu peuplée dès le milieu du XIXe siècle le long de la Kymijoki. Avec elle survient l'essor de la classe ouvrière.
Au début du XXIe siècle, la région reste encore relativement prospère ; les salaires versés par les usines de papier sont élevés par rapport au standard finlandais[réf. nécessaire]. Cependant, la région subit de plein fouet la restructuration des compagnies papetières.

## Découpages administratifs

### Sous-régions
La Vallée de la Kymi est composée de deux sous-régions: la sous-région de Kotka–Hamina et la sous-région de Kouvola.

### Communes
La région comporte sept municipalités (communes) dont trois villes. Les noms suédois sont donnés entre parenthèses.
- Sous-région de Kotka–Hamina
  - Hamina (Fredrikshamn) (ville)
  - Kotka (ville)
  - Miehikkälä
  - Pyhtää (Pyttis)
  - Virolahti (Vederlax)
- Sous-région de Kouvola
  - Iitti (Itis)
  - Kouvola (ville)

### Anciennes municipalités
- Anjalankoski (ville)
- Elimäki (Elimä)
- Haapasaari
- Jaala
- Karhula
- Kuusankoski (ville)
- Kymi (Kymmene)
- Sippola
- Suursaari
- Tytärsaari
- Valkeala
- Vehkalahti (Veckelax)

## Paysages de la Vallée de la Kymi

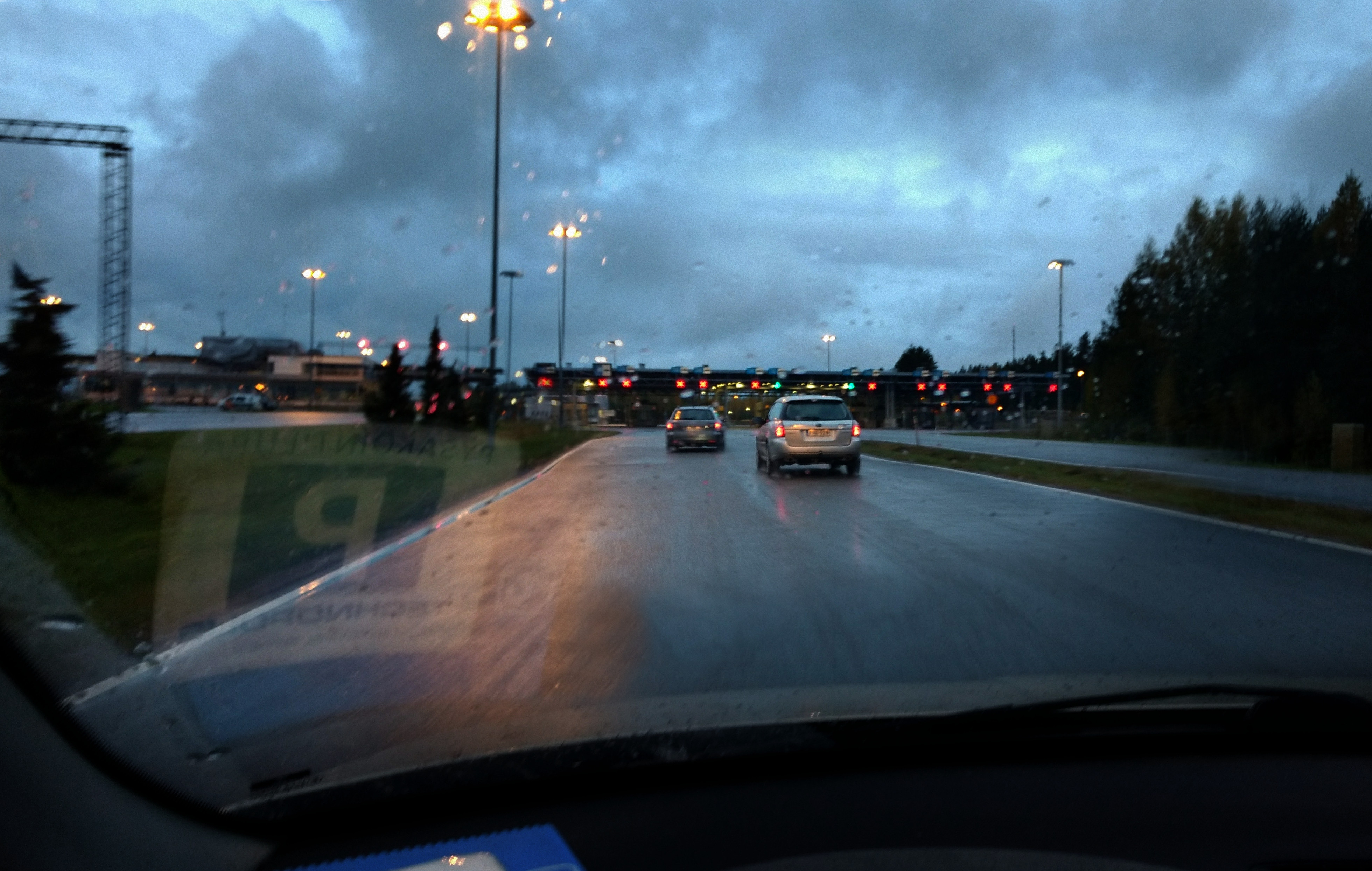
Poste frontière de Vaalimaa.
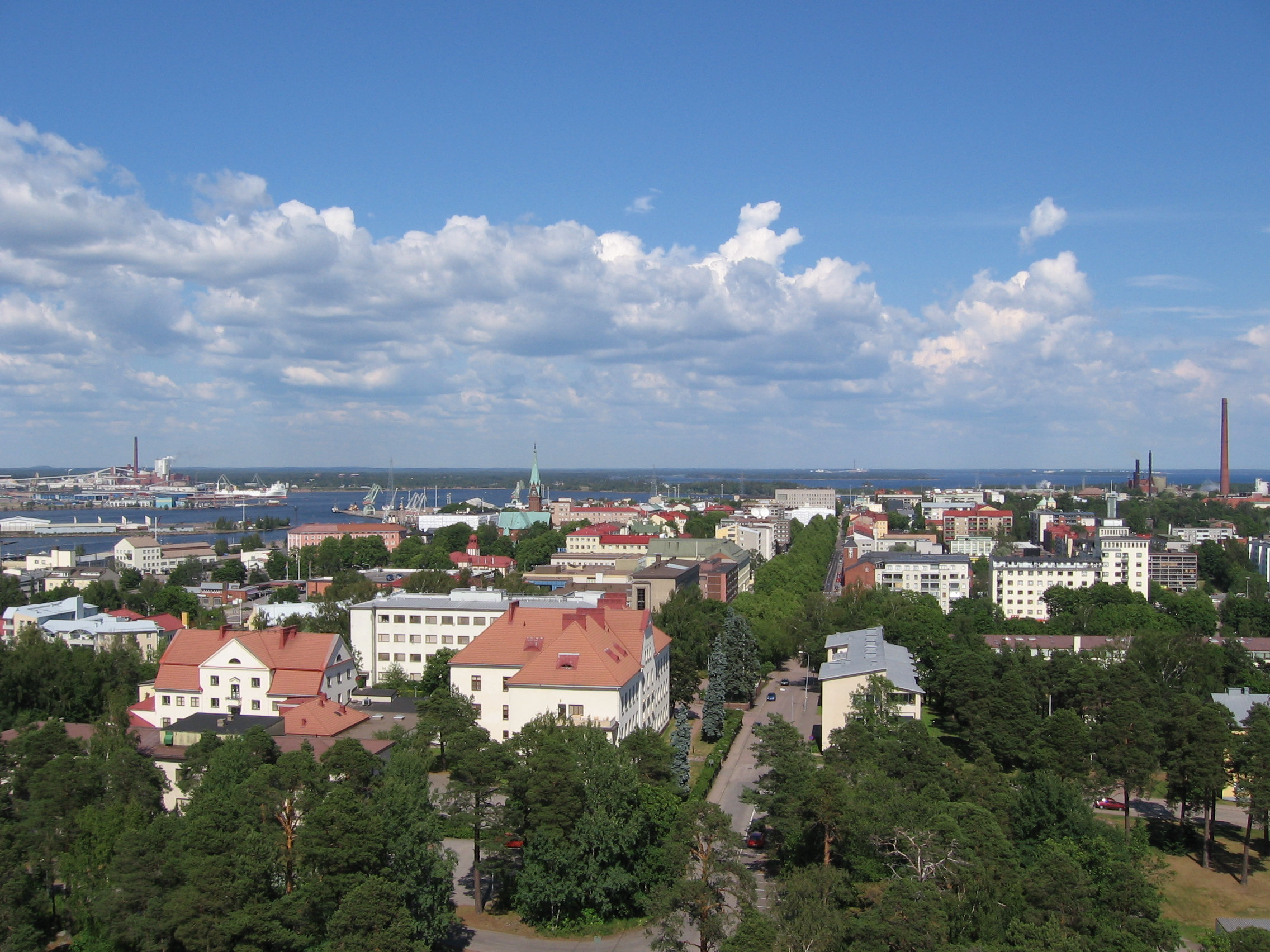
Yleisnäkymä Kotkansaari.
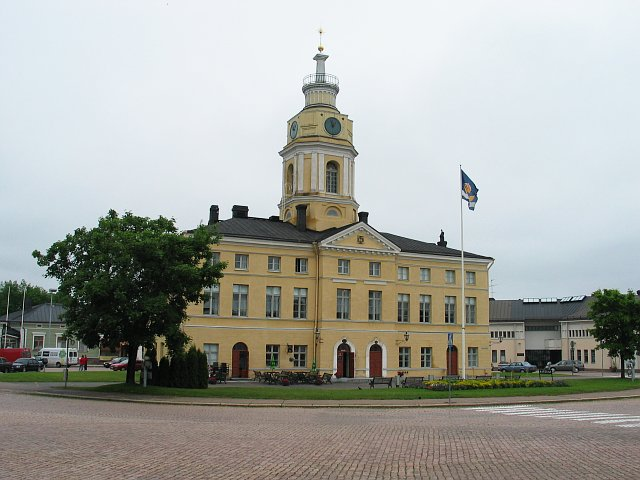
Mairie d'Hamina.
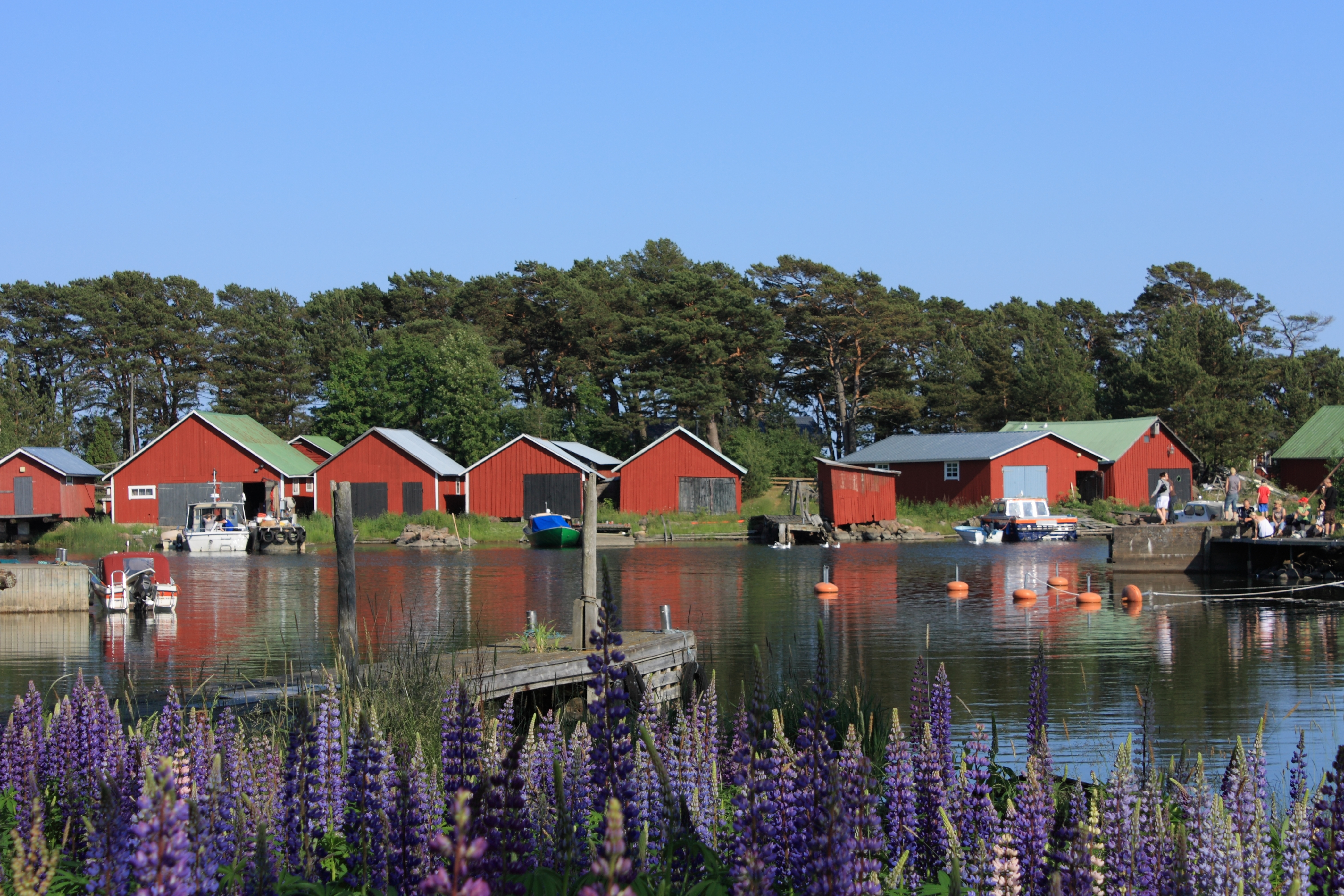
Kaunissaari, Pyhtää.
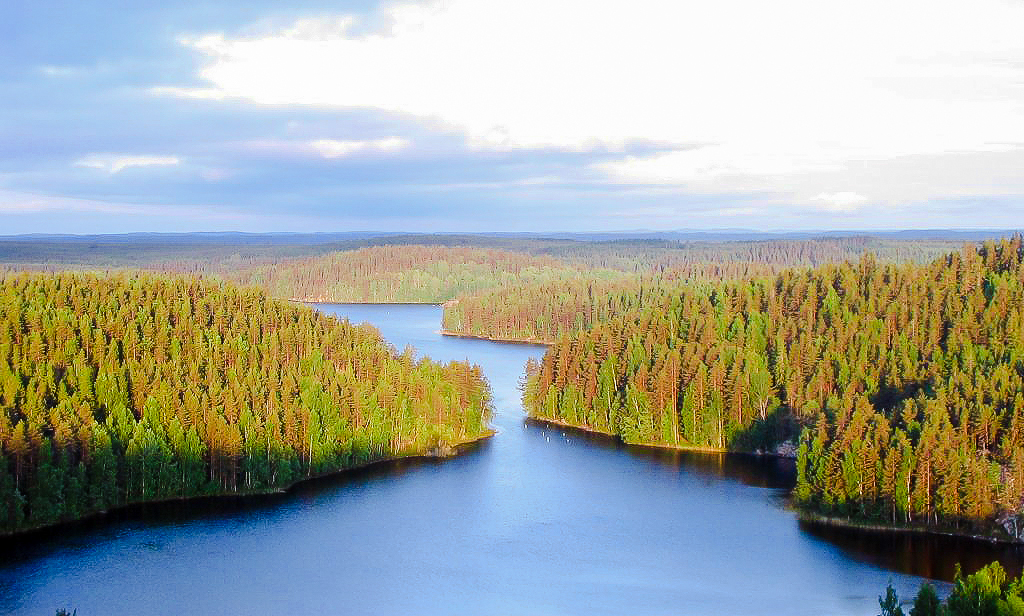
Parc national de Repovesi, Kouvola.
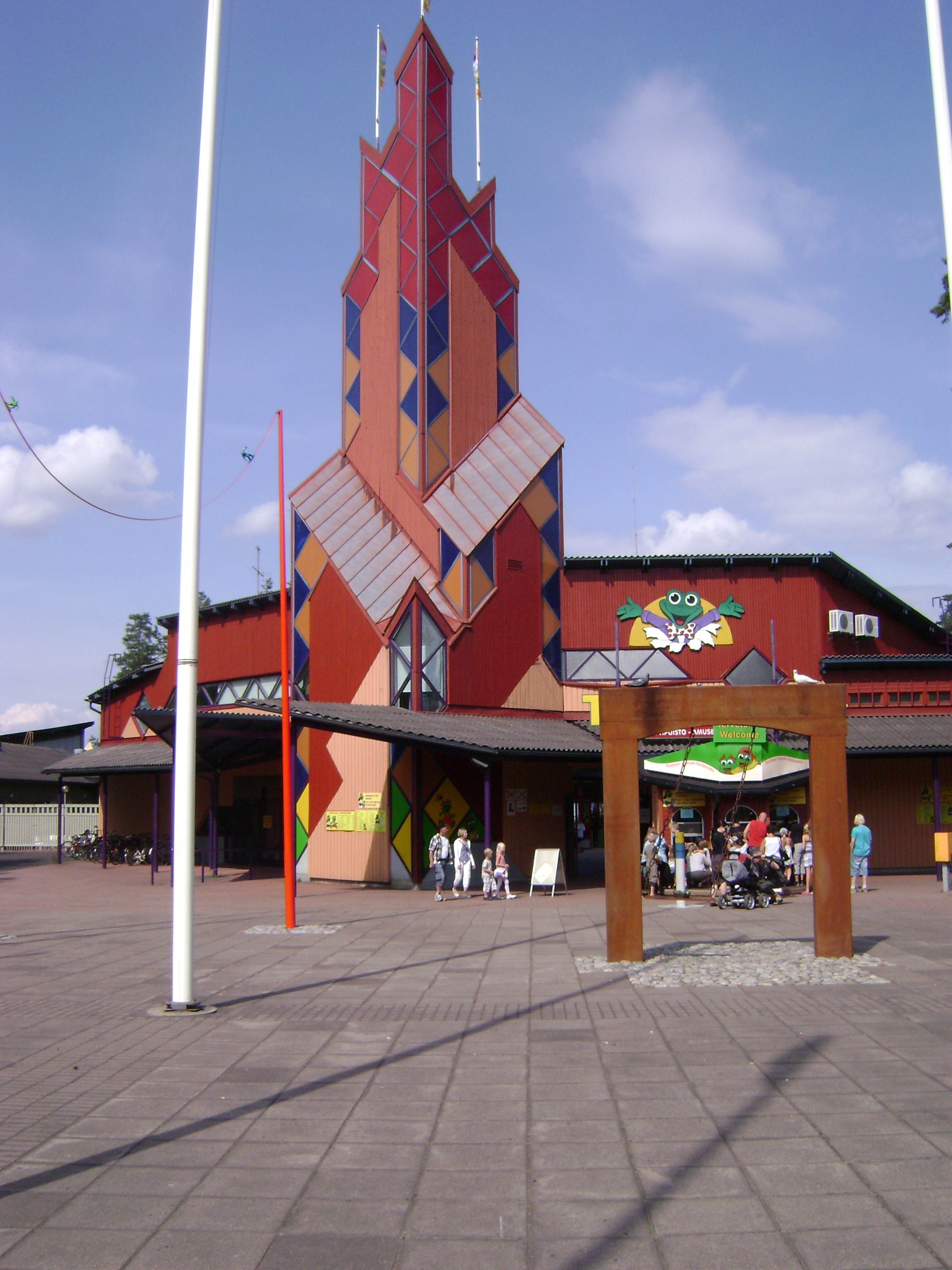
Parc d'attractions de Tykkimäki, Kouvola.
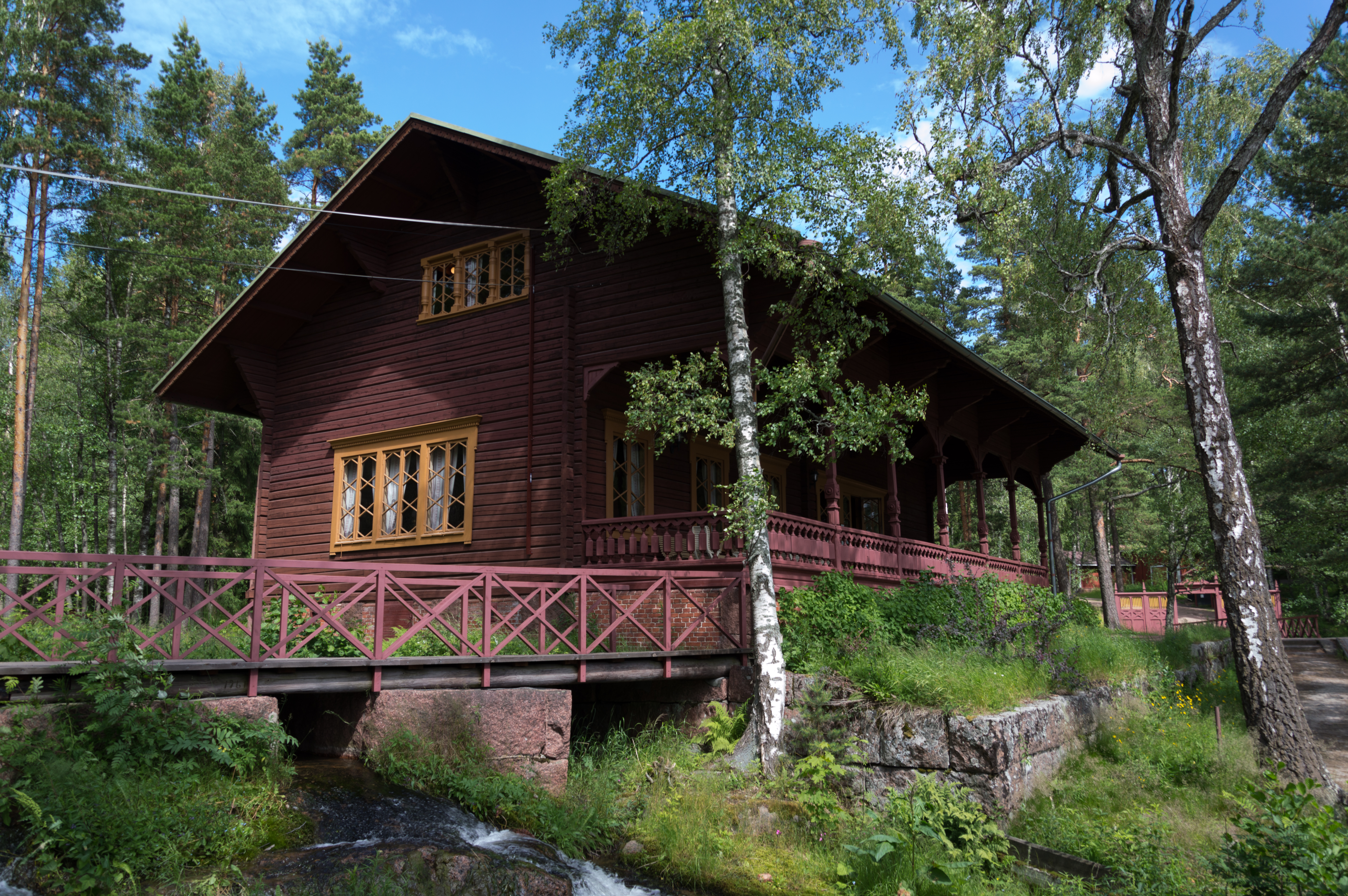
Langinkoski, Kotka.
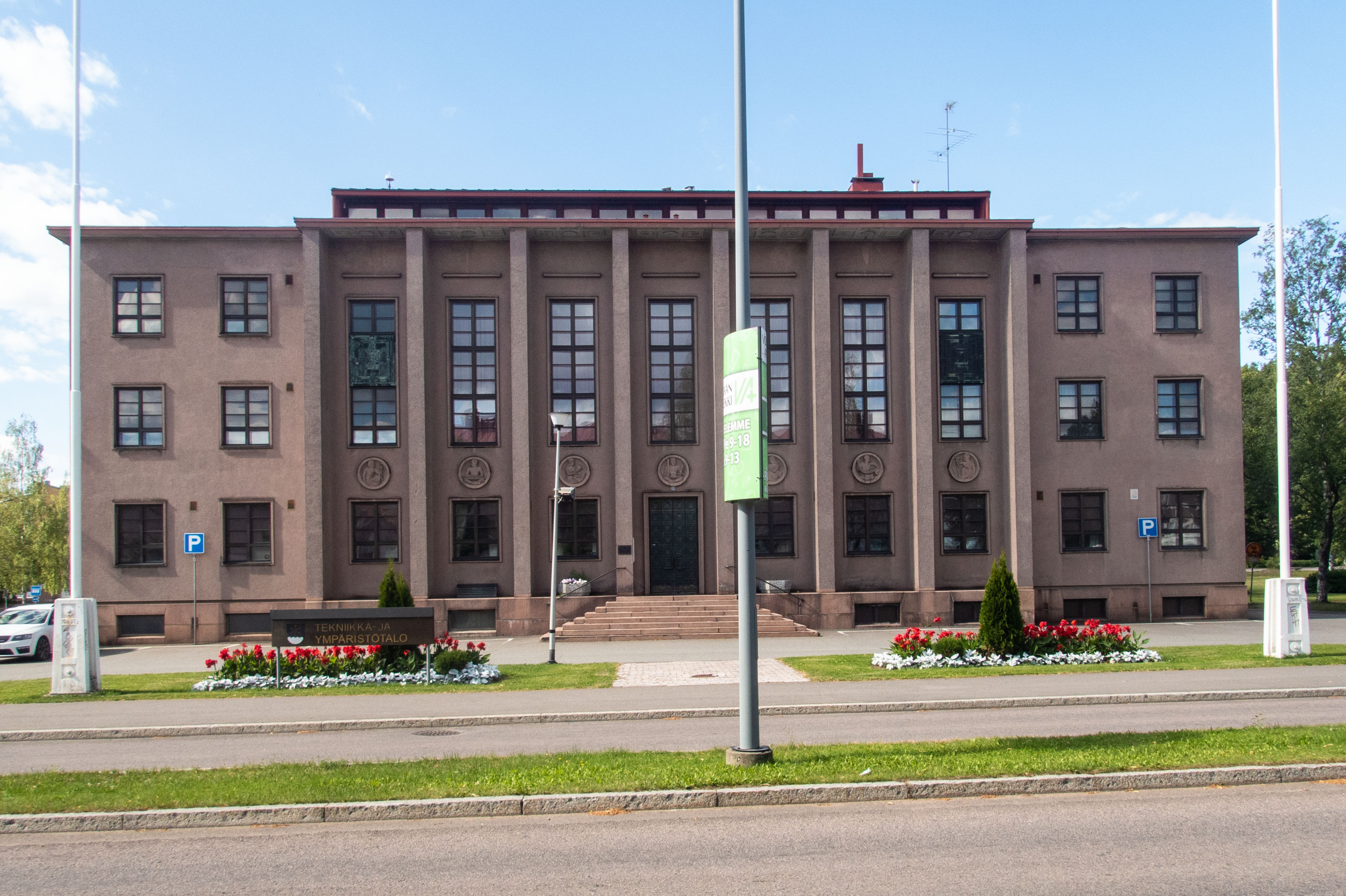
Ancien hôtel de ville de Kuusankoski, Kouvola.
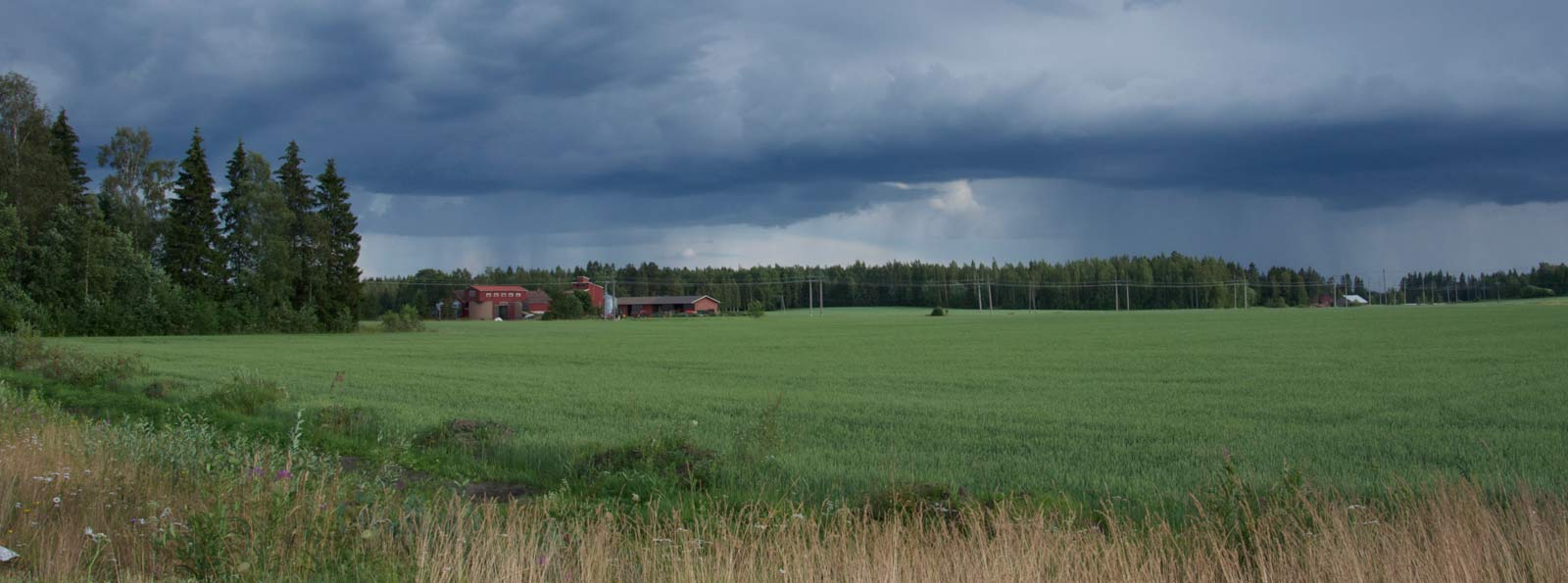
Paysage d'Elimäki.